# Péricarde
Le péricarde est un sac à double paroi contenant le cœur et les racines des gros vaisseaux sanguins. Il est constitué d'un feuillet superficiel, le péricarde fibreux et d'un feuillet profond, le péricarde séreux. Le péricarde séreux est lui-même composé de deux feuillets : le feuillet pariétal vers l'extérieur et le feuillet viscéral vers l'intérieur. Ces deux derniers feuillets sont séparés par une cavité péricardique virtuelle contenant le fluide péricardique (en), cela leur permet de glisser l'un par rapport à l'autre, ce qui facilite les mouvements du cœur.

## Embryologie

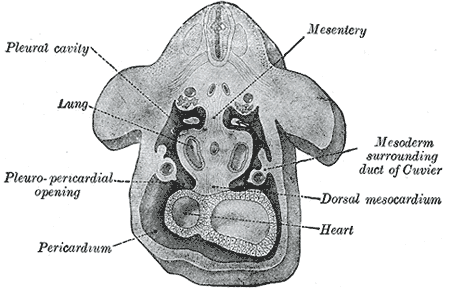
Schéma du Gray sur l’embryogenèse du péricarde

L'ébauche embryologique du cœur est présente dès la fin de la 3e semaine de vie intra-utérine (au stade carnégie 9) à la suite de la fusion des deux tubes endocardiques, formant ainsi le tube cardiaque primitif. Cette ébauche se situe en avant de la plaque neurale, au sein du mésoblaste crânial. Le feuillet viscéral du péricarde provient du mésoblaste splanchopleural entourant le tube cardiaque primitif. Tandis que l'épicarde dérive de la séreuse proépicardique. Le péricarde va s'étendre et entourer les ébauches myocardiques et cardiaques. Notons que la zone de fusion postérieure de ces feuillets splanchnopleuraux s'appelle le mésocarde (bien que cette structure soit transitoire et finira par s'apoptoser).

## Anatomie
Le péricarde a une épaisseur normale de 1  à   2 mm.

### Péricarde séreux
Le péricarde séreux est un organe de glissement, formé de deux feuillets limitant une cavité virtuelle, la cavité péricardique, qui permet les mouvements cardiaques :
- le feuillet viscéral : enveloppe le cœur et se prolonge sur le pédicule artériel comprenant l'aorte et l'artère pulmonaire, et sur le pédicule veineux, constitué par les deux veines caves supérieure et inférieure et les quatre veines pulmonaires ;
- le feuillet pariétal : recouvre le feuillet viscéral et tapisse la face interne du péricarde fibreux.

Il entoure la partie proximale de gros vaisseaux par des cornes :
- grande corne de Haller pour l'aorte ;
- corne pré-pulmonaire (ou croissant de Haller[2]) pour le tronc pulmonaire ;
- corne pré-cave pour la veine cave supérieure.

Le péricarde séreux forme deux récessus notables sur le cœur en raison de la présence des gros vaisseaux :
- le sinus transverse de Theile enveloppe l'origine des gros vaisseaux entre le pédicule artériel et veineux. L'orifice droit est entre la veine cave supérieure et l'aorte ascendante. L'orifice gauche se situe entre le tronc pulmonaire et l'auricule gauche[2]. En avant le sinus donnera le récessus péricardique antéro-supérieur (entre l'aorte, le tronc pulmonaire et le sternum). Et en arrière il donnera le récessus péricardique postérieure entre la face postérieure de la base de l'aorte ascendante et le bord antéro-supérieur de l'oreillette gauche[3].
- Le sinus oblique (ou cul-de-sac de Haller) forme un récessus en arrière de l'atrium gauche[2].

En l'absence d’épanchement, ces sinus sont non visibles à l'imagerie.

### Péricarde fibreux
Le péricarde est fixé aux organes voisins par les ligaments suivants :
- ligaments sterno-péricardiques
- ligaments vertébro-péricardiques
- ligaments phréno-péricardiques.

Des éléments fibreux relient également le péricarde à la trachée, aux bronches et à l'œsophage via les ligaments viscéro-péricardique. Il est en continuité avec l'adventice des différents vaisseaux sanguins issus du cœur et est directement en contact avec les graisses viscérales.

## Histologie
Le péricarde séreux est constitué de deux feuillets (viscéral et pariétal) en contact (avec entre les deux une cavité virtuelle péricardique). Le péricarde séreux est constitué d'une séreuse, c'est-à-dire d'un mésothélium et d'une couche sous-mésothéliale. Le péricarde fibreux est constitué de tissu conjonctif dense, il constitue la couche la plus externe. La couche séreuse du feuillet viscéral est appelée épicarde. Les deux feuillets séreux sont en continuité l'un avec l'autre au niveau des zones de réflexion du péricarde.

## Vascularisation

### Vascularisation artérielle
Elle est assurée par une composante profonde et superficielle :
- profonde : des artères profondes issues des artères coronaires ;
- superficielle : des artères superficielles issues des branches de la thoracique interne, des péricardiacophrénique (principalement), des phréniques inférieures, des bronchiques, des œsophagiennes, des thyroïdiennes moyennes et des thymiques.

Les faces antéro-latérales sont sous la dépendance de l'artère thoracique et la péricardiacophrénique.
La face diaphragmatique/inférieure est alimentée par les artères phréniques inférieurs.
Enfin, la face postérieure est irriguée directement par des rameaux issues de l'aorte descendante.

### Vascularisation veineuse
Elle se fait via des veines parallèles aux artères se drainant vers les veines brachio-céphalique, le système azygos et la veine cave inférieure.

### Vascularisation lymphatique
La vascularisation lymphatique est drainée vers les nœuds prépéricardiques, péricardiques latéraux, phréniques supérieures et trachéobronchiques inférieurs.

## Innervation
L'innervation est assurée par le nerf vague (parasympathique) et des plexus cardiaques sympathiques assurant une partie de la régulation du rythme cardiaque.
Des rameaux issus des nerfs phréniques innervent aussi le péricarde.

## Maladies
On appelle péricardite une inflammation du péricarde séreux, caractérisée par une augmentation de son épaisseur, considérée comme pathologique au-delà de 4 mm. Cela peut provoquer un épanchement liquidien dont le volume trop important peut entraîner des troubles hémodynamiques cardiaques graves. Elle est ressentie par le patient comme une douleur thoracique souvent violente à début brusque, augmentée à l'inspiration et soulagée par la position penchée en avant.